# 大果蛇根草
大果蛇根草（学名：Ophiorrhiza wallichii）为茜草科蛇根草属的植物。分布于缅甸、印度以及中国大陆的云南等地，生长于海拔200米至1,700米的地区，一般生于密林下阴湿处，目前尚未由人工引种栽培。